# Demetrio B. Lakas
Demetrio Basilio Lakas Bahas (29 tháng 8 năm 1925 tại Colón, Panama – 2 tháng 11 năm 1999 tại Thành phố Panama) là Tổng thống thứ 27 của Panama từ ngày 19 tháng 12 năm 1969 đến ngày 11 tháng 10 năm 1978.
Là con trai của những người nhập cư Hy Lạp, Lakas sinh ra ở Colón. Sau khi học tại các trường học địa phương, ông tốt nghiệp Đại học Texas Tech năm 1953 và được vinh danh là cựu sinh viên xuất sắc năm 1970. Lakas có biệt danh là "Jimmy người Hy Lạp" do nguồn gốc của ông ấy.

## Tổng thống
Lakas rất nổi tiếng trong giới doanh nhân Panama. Sau khi Tướng Omar Torrijos sống sót sau cuộc đảo chính quân sự chống lại ông vào ngày 16 tháng 12 năm 1969, Torrijos bổ nhiệm ông làm chủ tịch chính phủ lâm thời. Nhiệm kỳ tổng thống của Lakas chủ yếu diễn ra dưới thời cai trị của sĩ quan quân đội Omar Torrijos, và được đánh dấu bằng sự kiểm duyệt truyền thông và đàn áp các phong trào đối lập. Ông cũng đàm phán Hiệp ước Torrijos–Carter năm 1977 chuyển giao quyền kiểm soát Kênh đào Panama từ Mỹ cho Panama.

## Qua đời
Ông qua đời vào ngày 2 tháng 11 năm 1999 ở tuổi 74 tại Thành phố Panama vì bệnh tim.